# Castillo de Borba
El Castillo de Borba, en el Alentejo, se encuentra en la parroquia, ciudad y municipio de Borba, en el distrito de Évora, Portugal.

## Historia

### Antecedentes
La primitiva ocupación humana del sitio de Borba se remonta a las tribus galaico-celtas, ocupadas sucesivamente hasta la época de la conquista musulmana de la península ibérica.

### El castillo medieval
En el contexto de la Reconquista  cristiana de la península, el asentamiento fue tomado por  Alfonso II (1211-1223) de los moros en 1217. Para su asentamiento y defensa, el soberano donó este dominio a la  Orden de San Benito de Avis, determinando la construcción del castillo.
Bajo el reinado de  D. Dinis (1279-1325), Borba fue tomado definitivamente por Portugal debido a la firma del Tratado de Alcañices (1297). Debido a su importancia estratégica, este soberano le concedió aforamiento propio (1302), en la que ordenó el fortalecimiento de las defensas.
En el siglo XVI,  Manuel I (1495-1521) confirmó la carta.

### Desde la Guerra de Restauración hasta el día de hoy
Durante la  Guerra de Restauración de la Independencia de Portugal, recuperó importancia estratégica en la frontera, con la batalla de Montes Claros (1665) que se libró en sus proximidades, con la victoria de las armas de Portugal.
Al igual que otras estructuras defensivas de Portugal, la expansión de la red urbana a partir del siglo XIX llevó a la integración de las murallas medievales en la casa. A mediados del siglo XX, el castillo fue clasificado como propiedad de interés público por decreto publicado el 18 de julio de 1957. Algunos tramos de la muralla, dos puertas (la llamada Puerta del Granero y la Puerta de Estremoz) y la torre del homenaje han llegado a nuestros días. En el sector sur, una placa epigráfica de piedra confirma la iniciativa de D. Dinis y la dirección de la obra.

## Características
El castillo tiene una planta cuadrangular, construido según el diseño de Domingos Salvador y Rodrigo Fernandes. Al igual que las demás fortificaciones de la región, se caracteriza por gruesos muros de mampostería de piedra, coronados por merlones de estilo gótico. Su parte superior está recorrida, en toda su extensión, por un adarve. La puerta de entrada está defendida por dos cubos de planta semicircular. En el exterior, originalmente, había una foso poco profundo.